# José Carlos Lazo
José Carlos Lazo Romero, más conocido como Lazo, (Sanlúcar de Barrameda, 16 de febrero de 1996) es un futbolista español que juega de extremo en el Albacete Balompié de la Segunda División de España.

## Trayectoria

### Real Madrid Castilla, Villarreal B y Recre
Formado en la cantera del Real Madrid Club de Fútbol, en 2016 se marchó cedido al Villarreal Club de Fútbol "B" con el que jugó 26 partidos y marcó un gol.
Poco después y tras regresar al Real Madrid Castilla, volvió a salir cedido, en esta ocasión al Real Club Recreativo de Huelva. Con el Recre debutó en Segunda División B el 19 de agosto de 2017 contra el Fútbol Club Cartagena, y marcó su primer gol con la camiseta del Recreativo de Huelva en la victoria de su equipo por 2-0 frente al Mérida Asociación Deportiva el 5 de noviembre de 2017, en la jornada 13. Tres semanas más tarde le dio la victoria a su equipo frente al San Fernando C. F. con un gol en el minuto 89 aupando a su equipo a los puestos altos de la clasificación.

### Getafe, Lugo y Almería
En el año 2018 el Getafe C. F. lo fichó como agente libre al no ser renovado por el Real Madrid. Tras el fichaje, el club azulón hizo oficial su cesión al C. D. Lugo donde disputó una temporada en la que hizo 9 goles. Esto llamó la atención de la U. D. Almería, que consiguió su cesión para la siguiente temporada, la 2019-20. El precio de esta fue de 250 000 euros. Posteriormente, la U. D. Almería efectuó la opción de compra que se reservó por 4 millones de euros, pasando a ser jugador propiedad del conjunto indálico hasta 2024.

### R. C. D. Espanyol y Albacete
Después de tres años en Almería, logrando en el último de ellos el ascenso a Primera División y debutando en la categoría en agosto ante el Real Madrid, fichó por el R. C. D. Espanyol hasta 2027. Sin embargo, el 12 de agosto de 2024 llegó a un acuerdo con el club para rescindir su contrato. Entonces se marchó al Albacete Balompié para jugar allí dos temporadas.

## Clubes
| Club                          | País   | Año       |
| ----------------------------- | ------ | --------- |
| Real Madrid Castilla C. F.    | España | 2015-2018 |
| Villarreal C. F. "B" (cedido) | España | 2016-2017 |
| Recreativo de Huelva (cedido) | España | 2017-2018 |
| Getafe C. F.                  | España | 2018-2020 |
| C. D. Lugo (cedido)           | España | 2018-2019 |
| U. D. Almería (cedido)        | España | 2019-2020 |
| U. D. Almería                 | España | 2020-2022 |
| R. C. D. Espanyol             | España | 2022-2024 |
| Albacete Balompié             | España | 2024-     |